# تیری دتان
تیری دتان (هلندی: Thierry Détant؛ زادهٔ ۲۳ نوامبر ۱۹۶۵) دوچرخه‌سوار اهل هلند است.